# Nyugati gót királyok listája
A nyugati gótok (vizigótok) 418-ban I. Theoderich vezetésével önálló királyságot alapítottak a dél-galliai Tolosában. 507-ben a frankoktól elszenvedett vereség után délebbre szorultak a Ibériai-félszigetre (Hispania), innentől ez lett birodalmuk központja egészen a mórok 711-es pusztító támadásáig.

## A gót nép kettéválása előtt
| Portré | Uralkodó             | Uralkodott | Névváltozat       | Megjegyzés        |
| ------ | -------------------- | ---------- | ----------------- | ----------------- |
| -      | Athal                | ?          | -                 | összgót fejedelem |
| -      | Odoulf * ? † 351     | ??? – 351  | -                 | összgót fejedelem |
| -      | Hermanarik * ? † 374 | 351 – 374  | Ermanarik, Ermich | összgót fejedelem |
| -      | Withimir * ? † 375   | 374 – 375  | -                 |                   |
| -      | Gesimund             | 375 – ???  | -                 |                   |
| -      | Hunimund * ? † 405   | ??? – 405  | -                 |                   |

## Királyaik listája (4. század–714)
| Portré | Uralkodó                                      | Uralkodott | Névváltozat                                  | Megjegyzés                                               |
| ------ | --------------------------------------------- | ---------- | -------------------------------------------- | -------------------------------------------------------- |
|        | I. Alarik * 376 † 410 ősze                    | 397 – 410  | Alareiks, Alarik, Alaricus                   |                                                          |
|        | (III.) Athaulf * 372/374 † 415. augusztus 15. | 410 – 415  | At(h)a(v)ulf(us), Adalwulf                   | I. Alarik sógora.                                        |
|        | Sigerich * 370 † 415. augusztus 22.           | 415        | Singerich                                    |                                                          |
|        | Wallia * 385 körül † 418                      | 415 – 418  | Valia                                        |                                                          |
|        | I. Theuderik * 393 † 451. június 20.          | 418 – 451  | Theodorid                                    | I. Alarik veje.                                          |
|        | Thorismund * 419 † 453                        | 451 – 453  | Torismond                                    | I. Theoderich fiai.                                      |
|        | II. Theuderich * 426 † 466. eleje             | 453 – 466  | -                                            | I. Theoderich fiai.                                      |
|        | Eurich * 440 körül † 484. december 28.        | 466 – 484  | Evaric, Erwig, Euric                         | I. Theoderich fiai.                                      |
|        | II. Alarik * 466 † 507                        | 484 – 507  | Alarik, Alaric, Alareiks                     | I. Eurik fia.                                            |
|        | Gesalech * ? † 512                            | 507 – 511  | Gesalic, Gesaleic(us), Gaisalaiks, Xesaleico | II. Alarik fiai.                                         |
|        | Amal(a)rich * 502 † 531                       | 511 – 531  | Amalricus, Amalricur, Amanricus              | II. Alarik fiai.                                         |
|        | Theudis * 470 körül † 548 júniusa             | 531 – 548  | -                                            |                                                          |
|        | Theudegisel * 500 körül † 549 decembere       | 548 – 549  | Theudigisel, Theudigisclus                   |                                                          |
|        | I. Agila * ? † 555 márciusa                   | 549 – 555  | Achila, Akhila, Aquila, Agil                 |                                                          |
|        | Athanagild * 517 † 567 decembere              | 551 – 567  | Atanagildus                                  | Amalarich fia.                                           |
|        | I. Liuva * ? † 572 eleje                      | 567 – 572  | Leova                                        |                                                          |
|        | Leovigild * 519 † 586. április 21.            | 568 – 586  | Liuvigild, Leovigild, Leogild                | Amalarich fia. Társuralkodó 573-ig                       |
|        | I. Rekkared * 559 † 601. május 31.            | 586 – 601  | Reccared, Reikaraids                         | Leovigild fia. Áttérés az arianizmusról a katolicizmusra |
|        | II. Liuva * 583/584 † 603 júniusa/júliusa     | 601 – 603  | -                                            |                                                          |
|        | Witterich * ? † 610 októbere                  | 603 – 610  | -                                            |                                                          |
|        | Gundemar * ? † 612. október 14.               | 610 – 612  | -                                            |                                                          |
|        | Sisebut * 565 körül † 621 februárja           | 612 – 621  | Sisebuth, Sisebod, Sigebut, Sisebutus        | I. Rekkared fia.                                         |
|        | II. Rekkared * ? † 621. április 16.           | 621        | Reccared                                     |                                                          |
|        | Swinthila * 584/588 † 633                     | 621 – 631  | Suintila, Svinthila                          | I. Rekkared fia.                                         |
|        | Sisenand * 605 † 636. március 12.             | 631 – 636  | Sisinand                                     |                                                          |
|        | Chintila * 601/606 † 639. december 20.        | 636 – 639  | -                                            | Chindasuinth fiai.                                       |
|        | Tulga * 618/622 † 642. április 17.            | 639 – 642  | Tulca                                        | Chindasuinth fiai.                                       |
|        | Chindaswinth * 563 † 653. szeptember 30.      | 642 – 653  | Chindasuinth                                 | Leovigild fia.                                           |
|        | Recceswinth * ? † 672. szeptember 1.          | 649 – 672  | Reccesuint(h), Reccaswinth                   | Társuralkodó 653-ig.                                     |
|        | Wamba * 643 † 687/688                         | 672 – 680  | Vamba                                        |                                                          |
|        | Erwig * 640 k. † 687. november 15.            | 680 – 687  | Erwig, Ervigius                              | Leovigild ükunokája.                                     |
|        | Egica * 610 körül † 702. november 15.         | 687 – 702  | Ergica, Egicca, Éxica                        | II. Eurik veje.                                          |
|        | Witiza * 687 † 710 februárja                  | 702 – 710  | Witica, Witich, Witiges, Vitisa              | Egica fia.                                               |
|        | Roderich * 688 † 711. július 19./26.          | 710 – 711  | Roderic, Roderick, Ruderic                   | Suintila dédunokája.                                     |
| -      | II. Agila * 706 † 716                         | 711 – 714  | Achila, Aquila, Akhila                       | Witiza fia.                                              |